# François-Paul Brueys D'Aigalliers
El Vicealmirall François-Paul Brueys d'Aigalliers, Comte de Brueys (12 de febrer de 1753, Usès, Gard –1 d'agost de 1798, Badia d'Abukir) va comandar els francesos a la batalla del Nil, en la qual l'Armada Revolucionària Francesa va ser derrotada per les forces de la Royal Navy britànica comandades per l'Almirall Horatio Nelson. Brueys també va ser un masó dins la lògia La Bonne Foi de Montauban.

## Joventut
Brueys pertanyia a una família aristocràtica. Als 13 anys es va allistar a la Marina Francesa i va participar en diverses campanyes al Mediterrani i a la colònia francesa de Saint-Domingue però emmalaltí i va haver de tornar durant uns anys a la França continental.
L'any 1780, durant la Guerra d'Independència dels Estats Units participà en tres batalles contra l'Almirall Rodney i després contra la flota de l'Almirall Samuel Hood. Va ser present a la batalla de Chesapeake (setembre de 1781) i en la captura Saint Kitts el febrer de 1782. A la pau va romandre quatre anys en servei a les Antilles 
El 29 de maig de 1785, es va casar al Fort-Royal de Martinica, amb Marie Anne Aubin de Bellevue, van tenir tres fills.

## Revolució
Malgrat pertànyer a una família aristocràtica, durant la Revolució francesa no es va exiliar ni va ser perseguit en el Regne del Terror sinó que va ser promogut a Capità de vaixell l'1 de gener de 1792, i va comandar el Le Lys a Toló (re anomenat le Tricolore quan va caure la monarquia francesa). Va lluitar en les campanyes portades a terme per l'Almirall Truguet', el bombardeig d'Oneglia, l'operació de Nàpols dirigida per Latouche-Tréville, i finalment l'atac a Càller, Sardenya.
Per l'afer de Toulon, les autoritats locals el van arrestar. Per un Decret de la Convenció Nacional de setembre de 1793, va ser desposseït del seu rang de noble però l'any 1795 li va ser restituït i el 1796, va ser promocionat a contraalmirall. Del 1796 al 1798, va comandar les forces navals franceses a l'Adriàtic.

## Egipte
Napoleó Bonaparte pel bon comportament demostrat per Brueys a Itàlia, el va fer comandant en cap de la flota que transportaria a Egipte l'exèrcit francès i li va atorgar el rang de vicealmirall. El seu vaixell l'Orien salpà del port de Toulon el 19 de maig de 1798.
Va aconseguir evitar les forces marítimes britàniques i va arribar a Malta i després a Alexandria, l'1 de juliol de 1798. Pel poc fons del port d'Alexandria va optar contrariant l'estratègia de Napoleó, per ancorar a la badia d'Aboukir esperant allà ancorat, de forma defensiva, les forces enemigues britàniques.
A la batalla del Nil va rebre l'impacte directe d'una bala de canó i Brueys morí al seu lloc de comandament cap a les 21:00 hores del dia 1 d'agost de 1798. El seu vaixell s'incendià i explotà una hora després. Hi van morir unes 800 persones de la seva tripulació. Segons va dir Napoleó, replicant les crítiques que va rebre Brueys per haver romàs ancorat, "Si ell, en aquest desastrós esdeveniment, va cometre errors, els va expiar amb el seu gloriós final". El nom de Brueys apareix al pilar sud (23a columna) de l'Arc de Triomf de París.